# Bolas (cidade)
Bolas ou Bola (em latim: Bolae) foi uma antiga cidade do Lácio que foi repetidamente mencionada na história precoce de Roma.

## História
A fundação de Bolas é expressamente atribuída por Virgílio aos reis de Alba Longa, e seu nome é encontrado também na lista de colônias da cidade fornecida por Diodoro Sículo. Consequentemente, não há dúvida que foi propriamente uma cidade latina, embora seu nome não apareça entre a lista daquelas que compunha a Liga Latina. Mas caiu precocemente nas mãos dos équos. Dionísio de Halicarnasso descreve-se como uma das cidades tomadas por Caio Márcio Coriolano junto com Toleria e Lábico (atual Colonna). Quando o nome da cidade reaparece no século V a.C., contudo, Tito Lívio não menciona sua conquista por Coriolano, mencionando-a meramente como uma cidade équa.
No século V a.C., os bolanos estavam entre os primeiros a se envolver em guerra, e saquearam as terras da vizinha Lábico, porém, não sendo apoiados pelos demais équos, foram derrotados, e sua cidade foi tomada. Foi, contudo, recuperada pelos équos, e uma nova colônia foi ali estabelecida, mas foi novamente tomada pelos romanos sob Públio Postúmio Albo Regilense, e foi nesta ocasião que ocorreu a proposta de estabelecer ali uma colônia romana, com uma porção de seus território sendo entregue aos colonos, o que acarretou e uma das piores revoltas na história romana.
Se a colônia foi realmente criada, a cidade estava novamente em mãos dos équos em 389 a.C., quando foram derrotados diante dos muros por Marco Fúrio Camilo; mas Diodoro Sículo representa-a como então ocupada por latinos, e sitiada pelos équos. Esta é a última menção do nome na história:[a] foi provavelmente destruída durante estas guerras, já que não há traços de sua existência no período subsequente; e é enumerada por Plínio, o Velho entre as cidades que por sua época haviam desaparecido. Bolas foi identificada com o sítio chamado Poli, situado nas montanhas aproximadamente 8 milhas ao norte de Preneste (moderna Palestrina).
Tito Lívio relata que seu campo beirava o de Lábico, e as narrativas de Dionísio e Plutarco parecem claramente apontar para uma localização na vizinhança de Lábico e Pedo. Consequentemente, é muito mais provável, como sugerido por Francesco Ficoroni e Antonio Nibby, que ocupa o sítio de Lugano, uma vila aproximadamente 5 milhas ao sul de Palestrina, e 9 milhas ao sul de Colonna. A posição é, como que de muitas outras cidades nesta região, naturalmente fortificada pelas ravinas que cercam-a; e sua localização entre as montanhas équas de um lado, e as elevações do Monte Algido do outro, necessariamente transformou-a num ponto militar de importância entre équos e latinos.